# Flaming
Flaming is het plaatsen van berichten op het internet die aanvallend of beledigend zijn (bijvoorbeeld een discussieforum). Dit kan met opzet worden gedaan of zonder er goed bij na te denken. Zulke berichten worden flames genoemd. Flames worden vaak geplaatst als antwoord op een zogenaamde flamebait: een bijdrage bedoeld om een flame uit te lokken, een provocatie. Een flame kan elementen van een normaal bericht bevatten, maar kan door zijn bedoeling onderscheiden worden van een normaal bericht. Een bewust geplaatste flame is nooit bedoeld om constructief bezig te zijn, een standpunt te verduidelijken of andere mensen te overreden. Het langere tijd over en weer posten van flame-berichten wordt een flamewar genoemd. Soms worden hele nieuwsgroepen een tijd lang geheel gevuld met dergelijke wars.

## Motief
Het motief van flaming is niet met logica te verklaren, maar is eerder sociaal of psychologisch van aard. Flamers kunnen proberen hun autoriteit te bewijzen of een positie van superioriteit te verkrijgen. Af en toe proberen flamers bewust beledigd te worden door andere forumdeelnemers door het uitlokken van emotionele reacties. Indien dit structureel opzettelijk gebeurt, met als enige doel andere gebruikers boos te maken, wordt de uitlokker vaak een trol genoemd. In andere gevallen wordt de bijdrage wel een flamebait genoemd. Verschillende sociaal wetenschappers hebben flaming onderzocht, waarbij ze met verschillende theorieën over het fenomeen kwamen.
Enkele genoemde verklaringen zijn:
- Deïndividuatie: verliezen van het identiteitsgevoel en opgaan in een groep.
- Verminderd bewustzijn van andermans gevoelens.[2][3][4]
- Aanpassing aan waargenomen normen.[5][6]
- Miscommunicatie veroorzaakt door het gebrek aan non-verbale communicatie.[7][8][9].